# Stephan Kekulé von Stradonitz
Stephan Kekulé von Stradonitz (n. 1 mai 1863, Gent - d. 5 mai 1933, Berlin) a fost un avocat, heraldist și genealog german, care a popularizat un anumit sistem de numerotare genealogică.
Stephan a fost fiul celebrului chimist Friedrich August Kekulé von Stradonitz, care descindea dintr-o familie nobiliară cehă, și al Stéphaniei Drory, soția lui belgiană.
Kekulé von Stradonitz a publicat în 1898 un studiu genealogic al caselor regale ale Europei până la a cincea generație de înaintași , folosind metoda genealogilor Michael Eytzinger și Jeronimo da Sosa, într-o interpretare proprie. În timp, această metodă de numerotare a strămoșilor a devenit cea mai folosită, fiind denumită metoda Sosa-Stradonitz sau Ahnentafel.